# یواس‌اس لیندونیا (اس‌پی-۷۳۴)
یواس‌اس لیندونیا (اس‌پی-۷۳۴) (به انگلیسی: USS Lyndonia (SP-734)) یک کشتی بود که طول آن 175' بود. این کشتی در سال ۱۹۰۵ ساخته شد.